# Южное Патагонское ледниковое плато
Ю́жное Патаго́нское леднико́вое плато́ (исп. Campo de hielo Patagónico Sur) — горно-покровный ледниковый комплекс в Патагонских Кордильерах (Чили и Аргентина), между 48°15′—51° 20′ южной широты и 73—74°15′ западной долготы.
Протяжённость с севера на юг составляет 360 км, ширина — от 40 до 90 км. Площадь — около 12 000 км². Преобладающие высоты — 1500 м. Среди льда поднимаются нунатаки (скалистые вершины, выступающие над поверхностью ледника) и горы. Высшая точка — гора Бертран (3270 м). Высота фирновой линии уменьшается от 1200 м на севере до 650 м на юге. На уровне ледникового плато выпадает 7000—8000 мм осадков в год. Широтная безлёдная депрессия против озера Лаго-Архентино делит ледниковое плато на две части — обширную северную и небольшую южную.

С плато стекают выводные ледники, многие на западной стороне оканчиваются во фьордах, на восточной — в озёрах (Сан-Мартин, Вьедма, Лаго-Архентино). Крупнейшие выводные ледники: Греве, Брюгген, Гуилларди, Амалия (текут на запад); Хорхе-Маунт (на север); О’Хиггинс, Вьедма, Упсала, Перито-Морено, Грей, Тиндаль (на восток).